# Карл Август Христиан Мекленбург-Шверинский
Герцог Карл Август Христиан Мекленбург-Шверинский (1782—1833) — принц Мекленбургского дома, генерал-лейтенант русской службы во время наполеоновских войн.

## Биография
Третий сын Фридриха Франца, герцога (позднее великого герцога) Мекленбург-Шверинского, и его супруги Луизы Саксен-Готской. Ещё в детстве, с 8 января 1789 года, записан каноником (domherr) Любека.
Вскоре после женитьбы своего старшего брата Фридриха Людвига Мекленбург-Шверинского на русской великой княжне Елене Павловне поступил 30 сентября 1798 года на русскую службу с зачислением в лейб-гвардии Преображенский полк, получив звание капитана. Его продвижение по службе было достаточно быстрым: 16 января 1799 года он получил звание полковника, 8 июня 1805 года — генерал-майора. С 1800 года был шефом Московского гренадерского полка, находившегося в Смоленске.

С 1806 по 1807 год принимал участие в сражениях с французскими войсками в Польше и Восточной Пруссии, служа под началом генерала Беннингсена. Участвовал в том числе в битве при Прейсиш-Эйлау и под Гейльсбергом, где в июне 1807 года был тяжело ранен картечью в левую руку и за которое получил 20 мая 1808 года орден Св. Георгия 3-го кл.
в воздаяние отличного мужества и храбрости, оказанных в сражении против французских войск 29-го мая при Гейльсберге, где, находясь с Московским гренадерским полком в жестоком огне и под картечными выстрелами неприятеля, неустрашимо и мужественно подавал пример подчиненным, где и получил тяжелую контузию.
 После подписания Тильзитского мира возвратился в Россию и вскоре принял участие в войне с Османской империей. В 1809 году участвовал в сражениях против турецких войск под Браиловым, Журжей и Татарицей, а в мае 1810 года — под Базарджиком, за успешное взятие которого 22 мая получил золотую шпагу с алмазами. Участвовал также в осаде Шумлы и штурме Никополя.
С марта 1811 года  и до выхода в отставку командовал командовал 2-й гренадерской дивизией. В ходе Отечественной войны 1812 года участвовал в сражениях с французами при Дашкове, Шевардине. В Бородинском сражении проявил храбрость и получил ранение, за что 31 октября 1812 года был повышен в звании до генерал-лейтенанта. Сражался также под Малоярославцем, Вязьмой и Красным.
В 1813 году участвовал в битвах под Лютценом, Бауценом, Дрезденом и Кульмом, а также в так называемой Битве народов под Лейпцигом. В 1814 году сражался при Бриенне, Ла-Ротьере, Бар-сюр-Обе, Лаоне; участвовал во взятии Парижа. После окончания войны вышел 6 мая 1814 года в отставку с русской службы, поселившись в Людвигслусте и прожив там до конца жизни. Погребён в фамильном склепе герцогов Мекленбургских на территории Шверина.
В 1811 году взял на воспитание понравившегося ему 5-летнего сына погибшего турецкого солдата, окрестив его под именем Карл Густав Янус и дав ему образование. Янус позже стал лесничим в деревне Бакендорф.